# Kanton Saint-Étienne-Sud-Ouest-2
Saint-Étienne-Sud-Ouest-2 is een voormalig kanton van het Franse departement Loire. Het kanton maakte deel uit van het arrondissement Saint-Étienne. Het werd opgeheven bij decreet van 26 februari 2014 met uitwerking in 2015.
Het kanton omvatte uitsluitend een deel van de gemeente Saint-Étienne.